# 導電性インク
導電性インク（どうでんせいインク、英語: Electrical conductive ink / Conductive ink）とは電気を流すインク。導電性インキとも。

## 概要
銀ナノ粒子のような導電性の物質を含有したインクで塗布した部分が乾燥後に回路として機能する。

## 用途
電子回路の製造で使用される。近年ではプリンテッド・エレクトロニクスの構成に利用される。